# Su-24 (航空機)
Su-24/Су-24
ロシア空軍のSu-24M
- 用途：戦闘爆撃機、偵察機、電子戦機
- 設計者： スホーイ設計局
- 製造者：
- 運用者：
 ロシア（ロシア空軍、ロシア海軍航空隊）
 ウクライナ（ウクライナ空軍）
 アゼルバイジャン（アゼルバイジャン空軍）
 イラン（イラン空軍）
 シリア(シリア空軍)
 アルジェリア(アルジェリア空軍（英語版）)
- 初飛行：
T6-1 : 1967年7月2日
T6-2I : 1970年1月17日
- 生産数：約1,200機
- 生産開始：1967年
- 運用開始：1975年
- 運用状況：現役
- ユニットコスト：2400〜2500万米ドル(1997年)[1]

Su-24（スホーイ24、スホイ24；ロシア語：Су-24スー・ドヴァーッツァチ・チトゥィーリェ）は、ソ連で戦術爆撃機として使用されていたYak-28の後継として開発された大型の戦闘爆撃機。現在ロシアやウクライナ、ベラルーシなど旧ソ連諸国の主力攻撃機となっている。NATOコードネームはフェンサー（英:Fencer、フェンシングをする人・剣士の意）。一方、ロシア国内の乗員は機体の多用途性からチェマダーン（スーツケースの意）の愛称で呼ばれた。

## 開発
冷戦でソ連と対峙するアメリカ合衆国は1960年代、F-111やF-4ファントムIIなどといった戦闘爆撃機を登場させており、ソ連でも先進的な戦闘爆撃機の開発が求められるようになっていた。そこで、Su-7戦闘爆撃機を設計し、同機を可変後退翼にすることでSTOL性能を向上させたSu-17を開発したスホーイ設計局にこの種の航空機の研究が指示された。
スホーイ設計局では通常の固定翼機と可変後退翼機の2つの機体案を検討した。固定翼機案ではまず尾翼付きのデルタ翼でエンジンが双発のS6の設計案を作成し、この設計案を基に製作された固定翼試作機T6-1が1967年7月2日に初飛行した。T6-1は主翼の内翼部前縁の後退角が60度、主翼の外翼部の後退角がそれよりも浅くなる二重後退角付きのデルタ翼を採用しており、操縦席は並列複座、エンジンの空気取入れ口は胴体両側面に配置され、水平尾翼は全遊動式となっていた。1969年にはRD-36-35リフトエンジン4基を追加したSTOL（短距離離着陸）型の飛行試験が行われたが、ソ連空軍が要求を変更したことにより形態が効率的ではないと判断されたため、量産にはならなかった。一方、可変後退翼機案でも最初は推進用エンジンとリフトエンジンの双方を搭載する計画であったが、機体に可変翼機構を取付けていることから機体重量が重くなり、リフトエンジンを搭載すると航続性能が低下することから、推進用エンジンのみ搭載することにした。こうしてリフトエンジン専用だったスペースを爆弾倉に変更し、燃料タンク容量を増加させた可変後退翼試作機T6-2Iが製作され、1970年1月17日に初飛行した。
その後、T6-2Iとは別の可変後退翼試作機T6-3Iが1970年末に初飛行し、1971年6月16日にはさらに別の可変後退翼試作機であるT6-4Iが初飛行している。可変後退翼試作機による飛行試験が行われている中での1972年12月には、可変翼を採用した戦闘爆撃機の量産準備が開始されており、量産初号機は試作型T6の通算7号機を意味するT6-7と名付けられ、この機体がSu-24として量産化されることになった。ソ連空軍には1973年に引き渡しが開始され、1975年に実戦配備が開始されており、2000年頃に生産を終了している。
西側に存在が知られたのは1974年だが、当初は誤って「Su-19」と呼ばれ、1981年になるまで訂正されなかった。
ソ連空軍で運用開始されてから40年以上が経過した現在は旧式化が進んでおり、既に後継機となるSu-34が登場しているが、この機体の開発・配備は大幅に遅れており、まだしばらくは戦闘爆撃機戦力の中核であり続けなければならないため、Su-24M2としてアップグレードが行われる予定で、今後も第一線で運用される見込みである。

## 性能と特徴

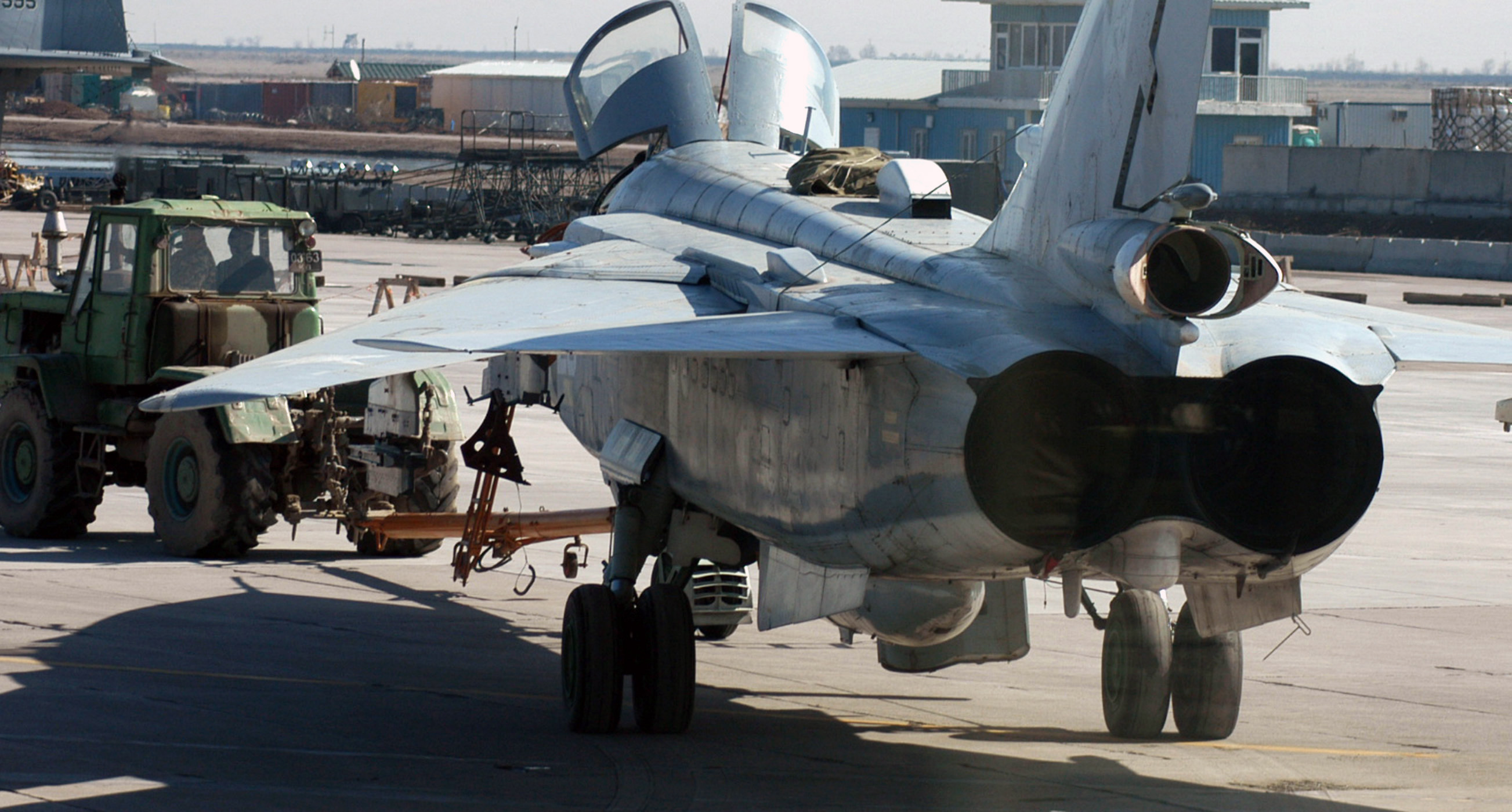
後部の形状（Su-24M）

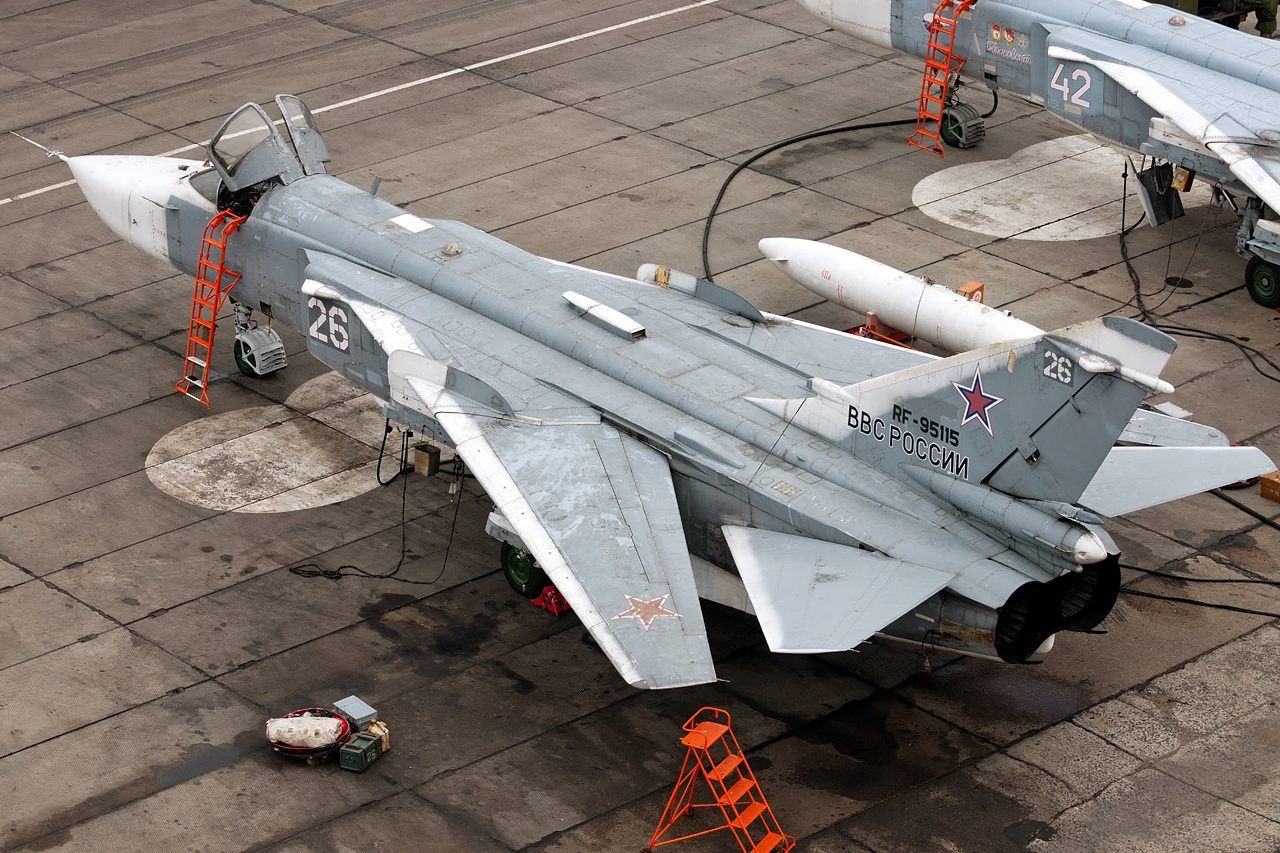
主翼の外翼部を後退させた状態（Su-24M）

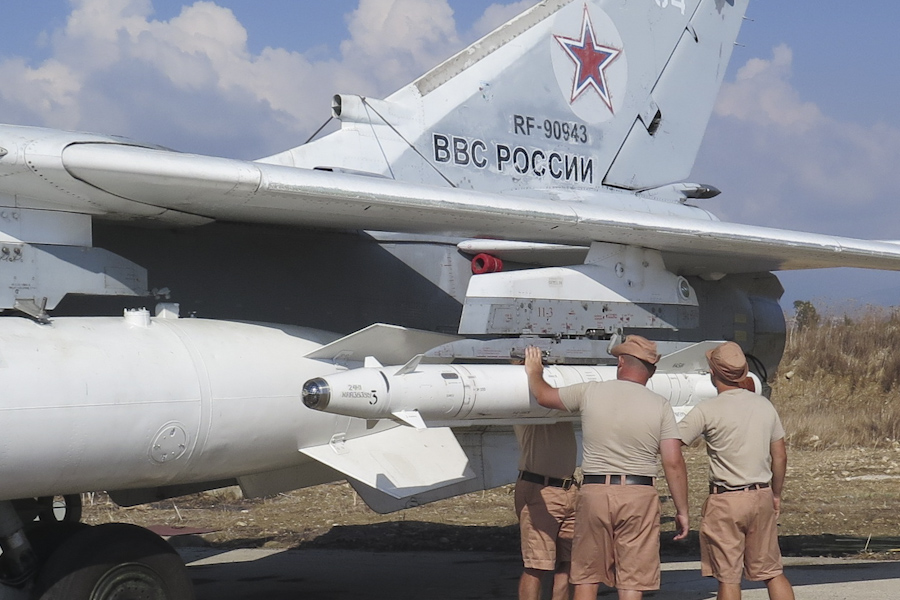
主翼の外翼部ハードポイントにある兵装パイロンとそれに取付けられたKh-25空対地ミサイル

可変翼と並列複座の座席配置が特徴の機体である。主翼は69度の前縁後退角を持った固定翼部と固定翼部の先端に細長いテーパー翼を持つ外翼部があり、外翼部の可変角度は16-69度の間で後退角が変わるようになっており、その途中の35度と45度に停止位置がある。これにより、低高度でも高速かつ安定した飛行ができるようになっている。外翼部には、前縁の全翼幅にスラットと後縁に2分割されたスロッテッドフラップが、フラップがある前方の上面にはスポイラーがそれぞれ装備されており、後者は機体のローリングの際に使用される（スポイエロン）。また、水平尾翼は全遊動式を採用している。
胴体後部の上面には、胴体内にあるエンジン・コンパートメントの冷却に使用される冷却空気取入れ口を設けており、垂直尾翼の先端部と前縁部には各種の無線アンテナが収容できる構造としている。垂直尾翼付け根の後部にはドラック・シュートを収容する膨らみが設けられており、操縦室後方から着陸装置の主脚の主脚室上方にかけての機器収容スペースには、電子機器や無線器材が搭載されている。
ハードポイントとしては、胴体中央下に兵装類の搭載ステーションを設けており、試作機の胴体内にあった爆弾倉は量産型では燃料搭載スペースに変更されている。また、主翼の固定翼部と外翼部に各1つの兵装パイロンを装備しているが、外翼部の兵装パイロンはスウィベリング式であり、外翼部の後退角が変化しても常に進行方向を向く機構となっている。試験飛行の結果により、固定翼部の兵装パイロン取り付け部の主翼上面には、フェンスが取付けられたが、フェンス自体が取り付られていない機体も存在している。燃料容量は11,700ℓを機内に搭載できるほか、2,000ℓまたは3,000ℓの増槽2基を主翼の固定翼部の兵装パイロンに装着して使用することができる。
コックピットは並列複座で、操縦座席にはK-36M 射出座席が装備されている。並列複座機ならではの大型キャノピーがもたらす優れた視界や、工夫され行き届いたコックピット内の機材配置はパイロットにも好評で、「スーツケース」を意味する「チェマダーン」（чемодан）の愛称で呼ばれる。キャノピーは前方にある風防と分かれており、開く際には後ろヒンジ式で左右に分かれて上方に開く構造となっている。
降着装置は未舗装滑走路からの運用が可能な構造となっており、前輪式3脚で各脚とも2重車輪を装備しており油圧式で作動する。前脚は後方に上がり操縦席下部に収容され、主脚は前方に上がり中央胴体下部に収容される。また前輪には泥除けが取付けられている。
エンジンはサトゥールン製のリューリカ AL-21F-3A ターボジェットエンジン（ドライ出力75.0kN、アフターバーナー時出力109.8kN）を2基搭載している。
機首には固定武装としてGSh-6-23 23mm機関砲を装備。兵装類の最大搭載量は8,000kgであり、各種無誘導・誘導爆弾やKh-23（AS-7 ケリー）、Kh-25ML/MR（AS-10 カレン）、Kh-25MP（AS-12 ケグラー）、Kh-31A/P（AS-17 クリプトン）、Kh-59（AS-13 キングボルト）などの空対地ミサイル、TN-1000またはTN-1200核爆弾、自衛用のR-60（AA-8 エイフィド）空対空ミサイルを携行することができる。また、給油ポッドを装備すれば空中給油機として運用することも可能である。

## 運用・実戦
アフガニスタン紛争で初めて実戦に投入され、主にムジャーヒディーンの陣地などの静止目標に対する攻撃に使用された。対空兵器による損害はなかったが、整備上の不具合によって何機かが失われている。1990年代から21世紀に入ってからも、第二次チェチェン紛争、シリア内戦に介入したロシア連邦航空宇宙軍によるシリア空爆などに投入されている。それらに先立つ湾岸戦争では、輸出して装備していたイラク空軍の保有機多数がイランに逃げ込み、イラン空軍に接収された。
上記のシリア内戦中には、政府側を支援して参戦していたロシア軍機が2015年11月24日、トルコとの国境付近でトルコ空軍のF-16に撃墜された。
戦火を交えるには至らなかったが2010年代半ば、ロシア近海（黒海やバルト海）を航行するアメリカ海軍駆逐艦に対して、威嚇・牽制とみられる超低空飛行による異常接近を行なった。

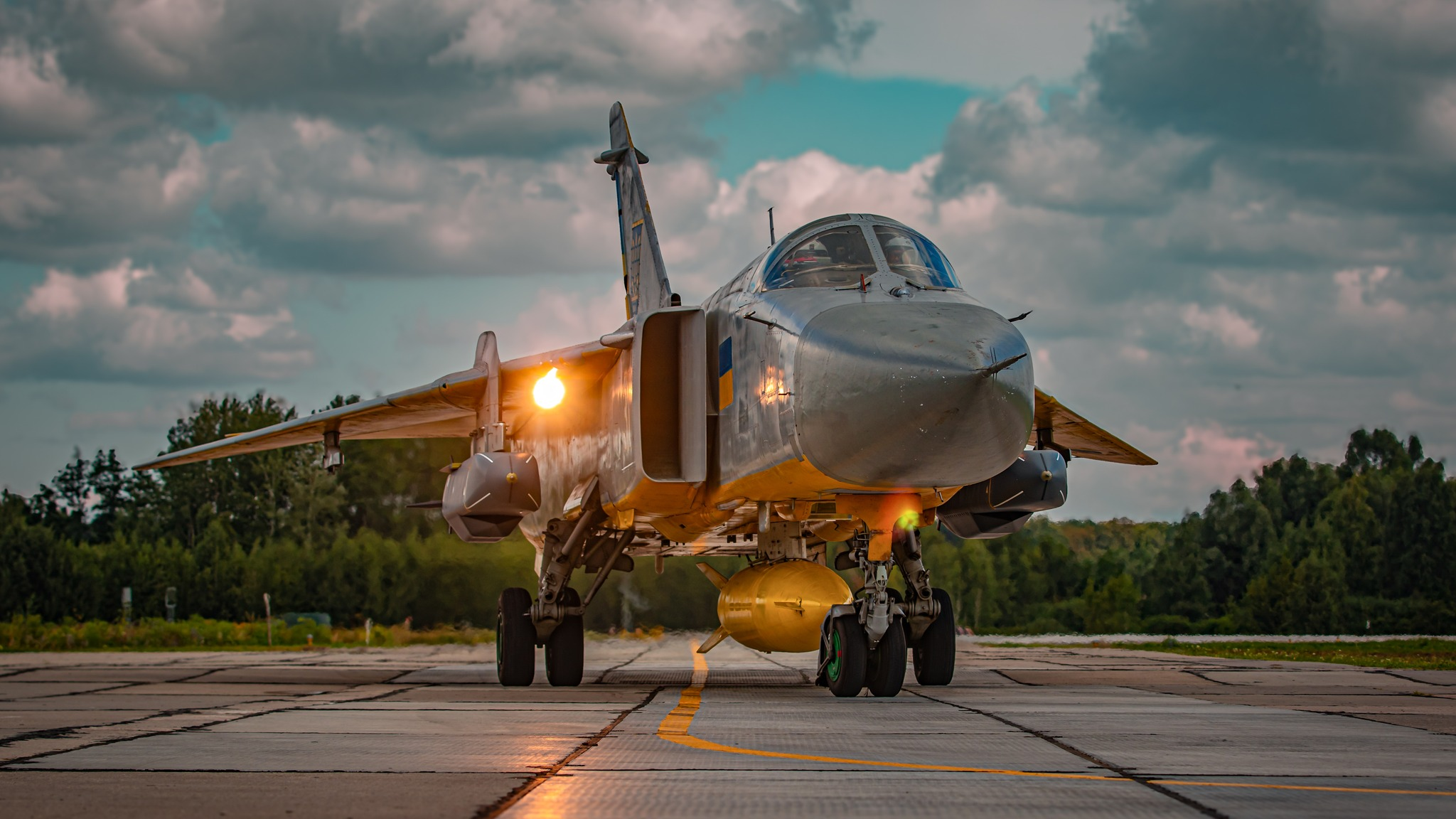
左右主翼下内側ハードポイントにSCALP-EG/ストーム・シャドウを搭載した、ウクライナ空軍のSu-24M。

2022年ロシアのウクライナ侵攻で双方が同型機を運用しているため、互いに実戦運用されているが、2023年英国による空中発射巡航ミサイル SCALP-EG/ストーム・シャドウのウクライナ供与が決定、英国とウクライナの技術者チームがウクライナ保有機に同兵装搭載機構を改修付与し、同年9月頃から搭載画像などが出てきていて、供与されたミサイル運用されているとみられる。

## 派生型

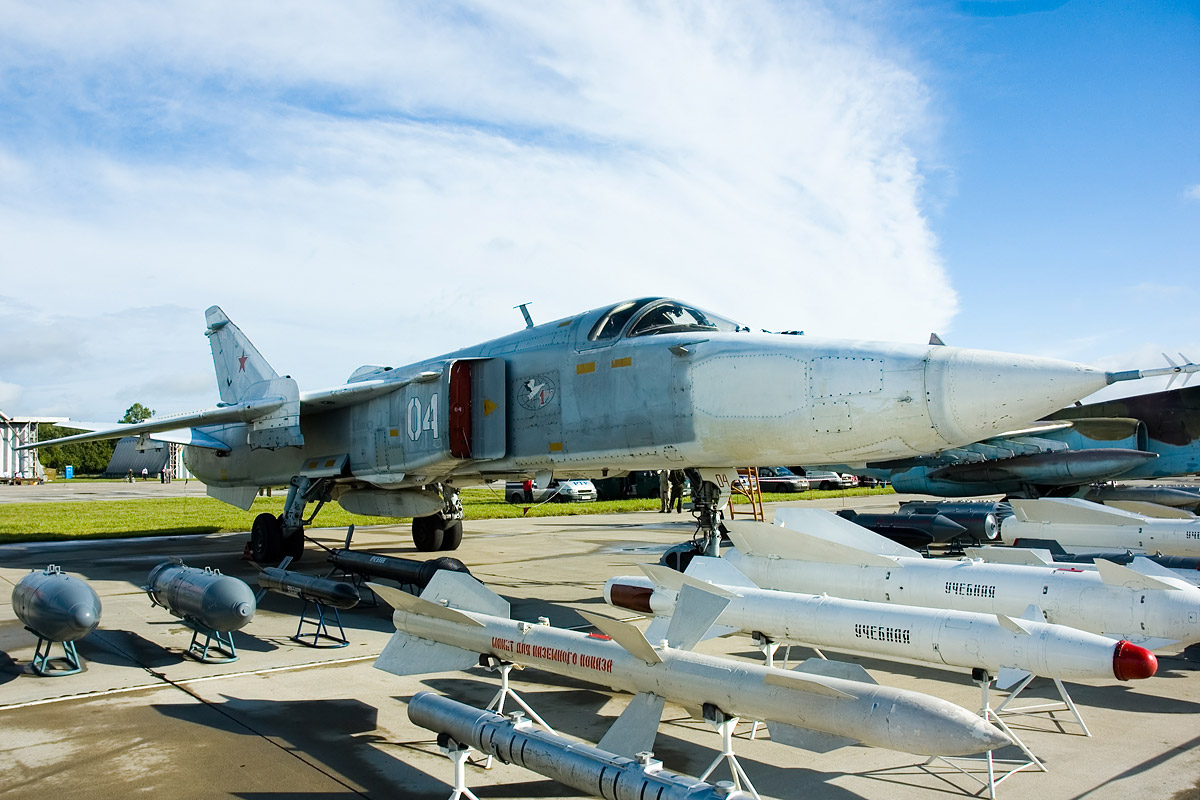
搭載武装を前に並べたSu-24

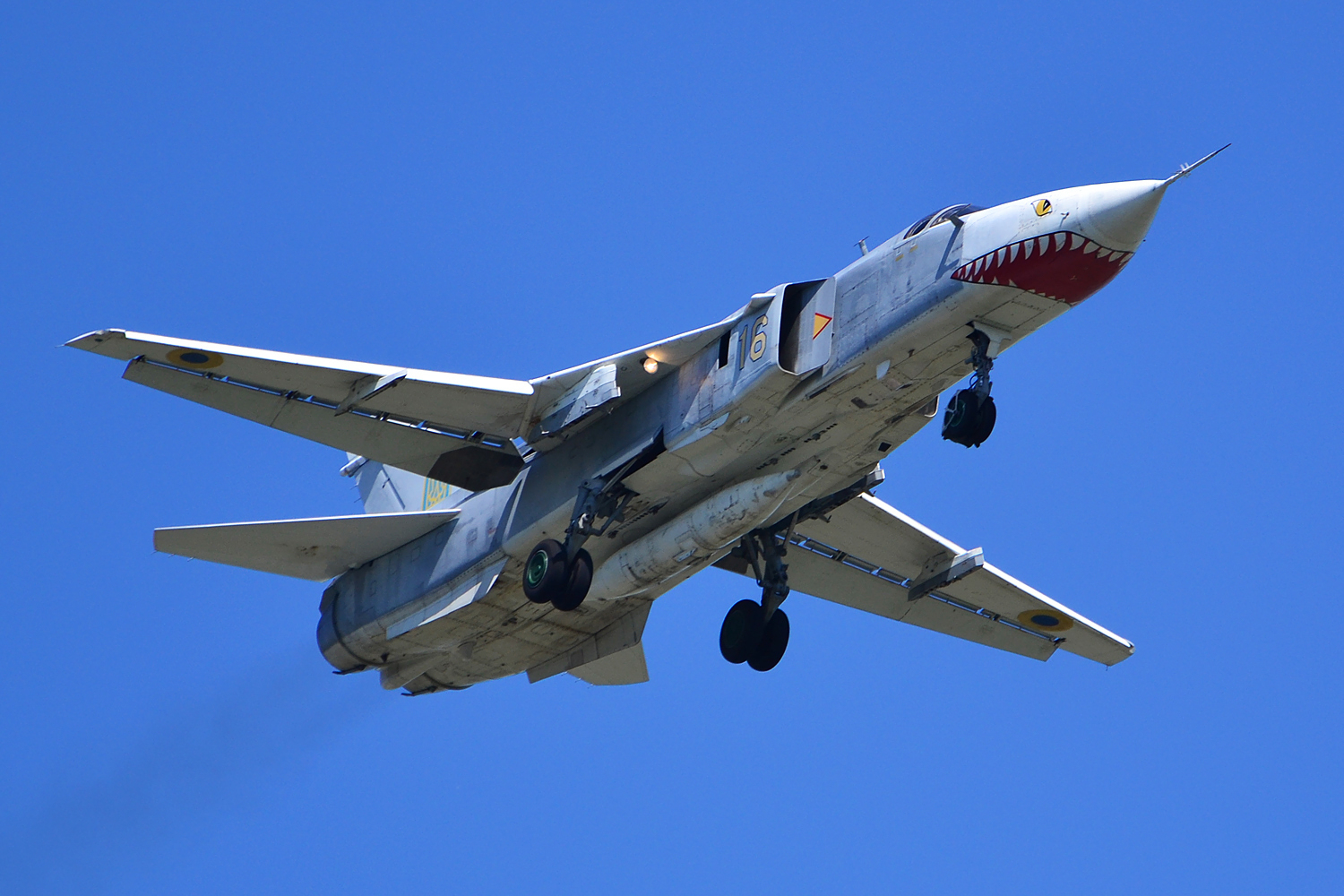
ウクライナ空軍のSu-24MR。前部胴体下面の下方カメラ窓と、左舷インテーク下面の前方斜めカメラ窓、機首左右（シャークマウスの目の後ろの部分）の側視レーダーアンテナに注目。

S6
Su-7の機体仕様を活用し、固定後退翼を採用した初期設計案。制作されず。

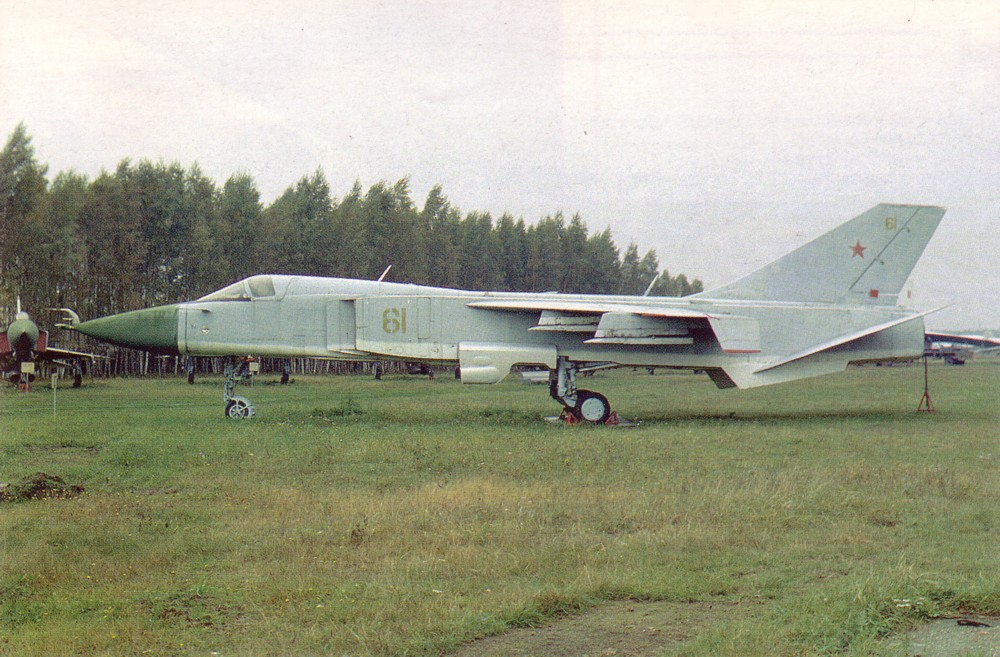
T6-1
ダブルデルタ翼とリフトエンジンを採用した試作初号機。
T6-2I
T6-1に続く試作機。この型から可変翼を採用した。
Su-24（Су-24）
前期量産型。細かな改良により3種類に分類され、最初に確認された試作型のT6-7がフェンサーA、1975年に実戦配備が開始された本格的な量産型がフェンサーB、1981年より搭載されている電子機器を変更して、機首の周辺に複数のセンサーが取付けられ、エンジン空気取入れ口部、固定翼部前縁、垂直尾翼上端の両側にレーダー警戒装置のアンテナが装備された三角形の張り出しが取付けられたタイプをフェンサーCと区別される。
Su-24M（Су-24М）
後期量産型。1977年7月24日に初飛行した試作機T6-8Mを1978年に量産化、1983年に実戦配備した。機首に装着された地形回避レーダーを地形追随レーダーに変更して、攻撃能力強化の器材変更により、前部胴体が750mm延長された。新たにPNS-24M航法/攻撃システムを搭載しており、引き込み式の空中給油プローブも追加されている。なお、改良型は、固定翼部の兵装パイロン取り付け部の主翼上面のフェンスが大型化され、そこにチャフ/フレア・ディスペンサーを装着しており、垂直尾翼両脇の後部胴体上面にもそれが装備できるようになっている。また、胴体下面の中心線にUPAZ-Aバディ式給油用ポッドの搭載が可能となっている。NATOコードネームはフェンサーD。
Su-24MK（Су-24МК）
Su-24Mの輸出型。
Su-24MR（Су-24МР）
偵察機型。Su-24Mを基にして1978年から開発に入り、1980年9月に試作機が初飛行した。機首のM101シュトイク側視合成開口レーダーと、操縦席直下機首部下面のAP-402P垂直カメラ・ジーマ赤外線ラインスキャナー・M152アイスト-M テレビカメラ、左側空気取り入れ口下方のAFA A-100斜め昼光カメラからなるBKR-1偵察システムを搭載して、全天候での偵察能力を有する。さらに、胴体下にシュピル-2Mレーザー偵察ポッド、SRS-13タンガジELINT（電子情報収集）ポッド、主翼下にM341エフィル-1M放射線探知ポッドを搭載することが可能である。また、機体の一部分においで電波透過材が使用されており、収集された偵察情報はデータリンクを介して地上に送ることができる。偵察型のため、機関砲や胴体下のハードポイントを外し、攻撃用の電子機器の一部は取り外されている。ロシアやウクライナなどでは偵察機の主力となっており、ロシアでは空軍で戦術偵察に、ロシア海軍航空隊では海洋監視に使用される。NATOコードネームはフェンサーE。
Su-24MP（Су-24МП）
電子戦機型。Su-24MRと同時並行して開発され、試作初号機であるT6M-25は1979年12月に初飛行。機首下面に比較的大形のブレード・アンテナが装着されており、胴体左右空気取入れ口下面にホッケーで使用されるスティック状の通信妨害用アンテナが装着されている。また、胴体下面の中心線にSP5-5ファソル電子戦ポッドを搭載する。コックピットの副操縦席は電子戦システム搭乗員席に変更されている。Su-24MRと外形的に比較すると、自衛用の機関砲を装備しているほか、機体の一部分において使用されている電波透過材の使用部位が変更されている。NATOコードネームはフェンサーF。
Su-24M2（Су-24М2）
アップグレード型。改造内容の詳細は不明だが、Su-34に搭載されている一部の電子機器が導入されるほか、GPSの装備やヘルメット装着式照準器の導入により新しい兵器の携行能力を持ち、また、主翼の固定翼部にコンフォーマル型燃料タンクの装着や主翼グローブ部の前縁延長などの改修作業が行われる計画である。

## 運用国

2015年時点の配備国（青）と退役させた国（赤

- ロシア：Su-24/M/MR/MP/M2 [7][8][9]
- ウクライナ：Su-24/M/MR/MP [10][11]
- アゼルバイジャン：Su-24
- ウズベキスタン - 2023年時点で、ウズベキスタン空軍が15機のSu-24を保管している[12]。
- イラン：Su-24MK [13]
- シリア：Su-24MK
- アルジェリア：Su-24MK/MR [14]

## 仕様（Su-24M）
- 乗員：パイロット2名

寸法
- 全長：24.59m
- 全幅：17.64m
- 全高：6.19m
- 翼面積：51.02m2

重量
- 空虚重量：22,300kg
- 運用時重量：33,500kg
- 最大離陸重量：39,700kg

動力
- エンジン：サトゥールン製 AL-21F-ZA ジェットエンジン×2
- 推力：109.8kN×2（A/B）

性能
- 最大速度：1,700km/h
- 航続距離：2,850km
- 最大運用高度：11,000m

兵装
- 兵装搭載量：8,000kg
- 固定武装：GSh-6-23 23mm機関砲×1（弾数500発）
- ミサイル：Kh-23、Kh-28（ロシア語版、英語版）、Kh-25、Kh-29、Kh-31、Kh-58、Kh-59、SCALP-EG/ストーム・シャドウ
- レーダーFCS：PrNK-24 SLAR型レーダー
- 射出座席 - NPP ズヴェズダK-36D[15]

## 登場作品

### 映画
『FUTURE WAR 198X年』
北大西洋条約機構（NATO）軍の機甲師団に対して爆撃をする。よく見ると、排気口の形状が実機の円形と異なり真四角になっている。
Небо(空)
(国際公開及び英訳題名:Mission "Sky")
現地時間2015年11月24日に発生したSu-24撃墜事件を題材とした、2021年制作のロシア航空アクション戦争映画。監督はイゴール・ペトローヴィチ・ペトレンコ（ロシア語: Игорь Петрович Петренко Igor Petrovich Petrenko)。トルコ空軍所属のF-16によって、ロシア空軍機であるSu-24M型機が撃墜され、機長オレグ・ペシコフ(Олег Пешков)中佐（死後に「ロシア連邦英雄」追贈）と、副操縦士コンスタンチン・ムラフチン(Константин Мурахтин)大尉が射出座席により墜落する機体から脱出するも、シリア反体制派武装勢力による地上からのパラシュート銃撃によりオレグ・ペシコフ中佐が戦死、戦闘捜索救難作戦に参加したヘリコプターであるミル設計局製Mi-8が着陸後に前記武装勢力による銃撃を受けた結果、ロシア海軍歩兵隊員「アレクサンドル・ポズニッチ」(Александр Позынич / Alexandr Pozynich)が戦死、副操縦士コンスタンチン・ムラフチン(Konstantin Murakhtin) 大尉のみが敵地脱出に成功し生還した。

### 小説
『征途』
イラク空軍所属機が登場。湾岸戦争にてイラン領への亡命（イラン・ツアー）を行っている最中、湾岸戦争に派遣されていた海上自衛隊航空隊のF14Jトムキャットから攻撃されて撃墜される。
また、同じく湾岸戦争に派遣されていたソ連軍事顧問団も同機を使用しており、Su27・MiG23・Tu22と共にペルシャ湾に展開する合衆国海軍空母「ミッドウェイ」を中核とした機動部隊に対し、イラク軍C201地対艦ミサイル部隊及び日本民主主義人民共和国人民空軍軍事顧問団のMiG29Jと連携し対艦ミサイルによる飽和攻撃を実施する。

### ゲーム
『エースコンバット アサルト・ホライズン』
ロシア正規軍所属モーラト隊の航空機として登場。デルベント上陸作戦や黒海の作戦などで主人公らと共闘する。
『WarThunder』
2024年の"Dance of Dragons"アップデートにてSu-24Mがゲームに追加された。プレイヤーが操作可能。